# Nuevo Banco Italiano (Sucursal Obelisco)

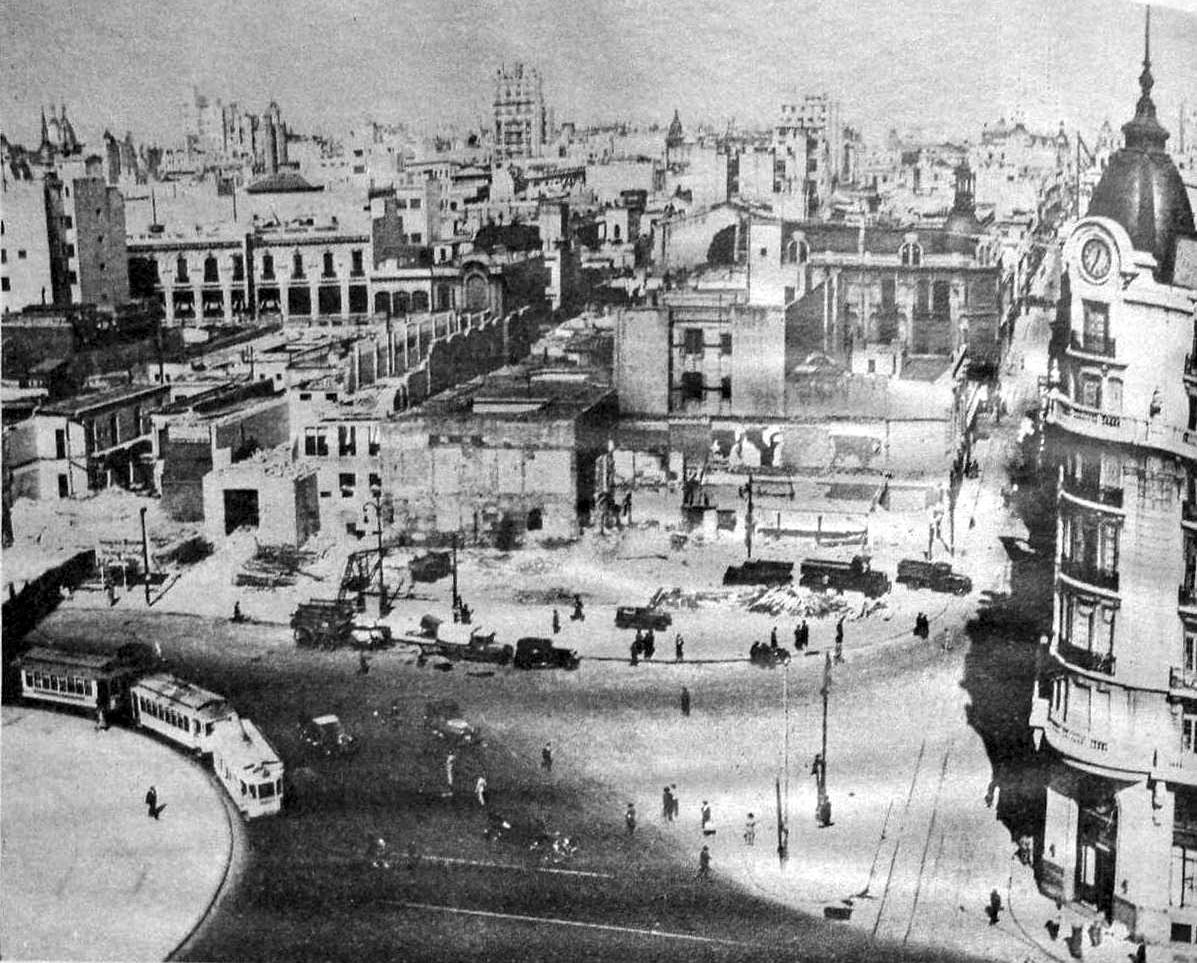
Hacia la derecha, durante la construcción de la Avenida 9 de Julio (1937)

El Nuevo Banco Italiano (Sucursal Obelisco) es un edificio destinado a una sede de dicha entidad bancaria y a departamentos, originalmente propiedad del Nuevo Banco Italiano, destinados a renta (alquiler). Hoy el local de la planta baja es ocupado por el BBVA Banco Francés, y las viviendas son propiedad de cada uno de sus ocupantes.
Se encuentra frente al Obelisco, en la esquina sudoeste de la Avenida Corrientes y la calle Cerrito, barrio de San Nicolás, ciudad de Buenos Aires, Argentina. En 2001 el estudio de arquitectos Christin - Landi estuvo a cargo de un proyecto de remodelación que se concretó recién en el año 2005, y consistió en diversas modificaciones que incluyeron detalles de la fachada y su cúpula.

## Descripción
Este edificio fue proyectado por el arquitecto Manuel Tavazza hacia 1924, a pedido del Nuevo Banco Italiano, con el propósito de alojar una sucursal bancaria y en los pisos superiores, departamentos que el banco alquilara para obtener renta. Su estilo corresponde a la corriente academicista. Fue terminado un año después.
La planta baja fue destinada al local del Nuevo Banco Italiano y sus oficinas; el subsuelo, a los archivos y el tesoro de la sucursal; y el entrepiso a las oficinas de administración y sala de lunch.
Con la premisa de aprovechar al máximo la superficie del terreno para alojar al banco, el arquitecto Tavazza utilizó el menor espacio posible para ubicar el ascensor principal, la escalera y el montacargas de servicio para acceder a los seis pisos superiores, donde se encuentran los departamentos. Cada uno de ellos dispuso de un hall, sala, comedor, toilet, escritorio, 4 dormitorios, 2 baños, ropero, 2 cuartos de servicio (cada uno con baño y toilet), y una cocina ligada con un pasillo a un office con entrada propia.